# Circo Medrano
El Circo Medrano  fue un circo estable de París, ubicado en el número 63 del bulevar de Rochechouart, en la esquina de la rue des Martyrs, en el distrito 18, a las afueras de Montmartre. Su nombre original era «Cirque Fernando» (Circo Fernando).

## Historia
Fue fundado por el empresario circense belga Ferdinand Beert (1835-1902), más conocido como Fernando. Su nombre original fue Circo Fernando. Estaba ubicado en la esquina del bulevar de Rochechouart, en lo que antiguamente era el límite de la ciudad de París. Estaba situado en un barrio obrero al pie de la colina de Montmartre, famoso por sus numerosos lugares de diversión popular, como el Moulin de la Galette o el Moulin Rouge, en las inmediaciones del edificio Bateau-Lavoir, donde vivían muchos pintores jóvenes.

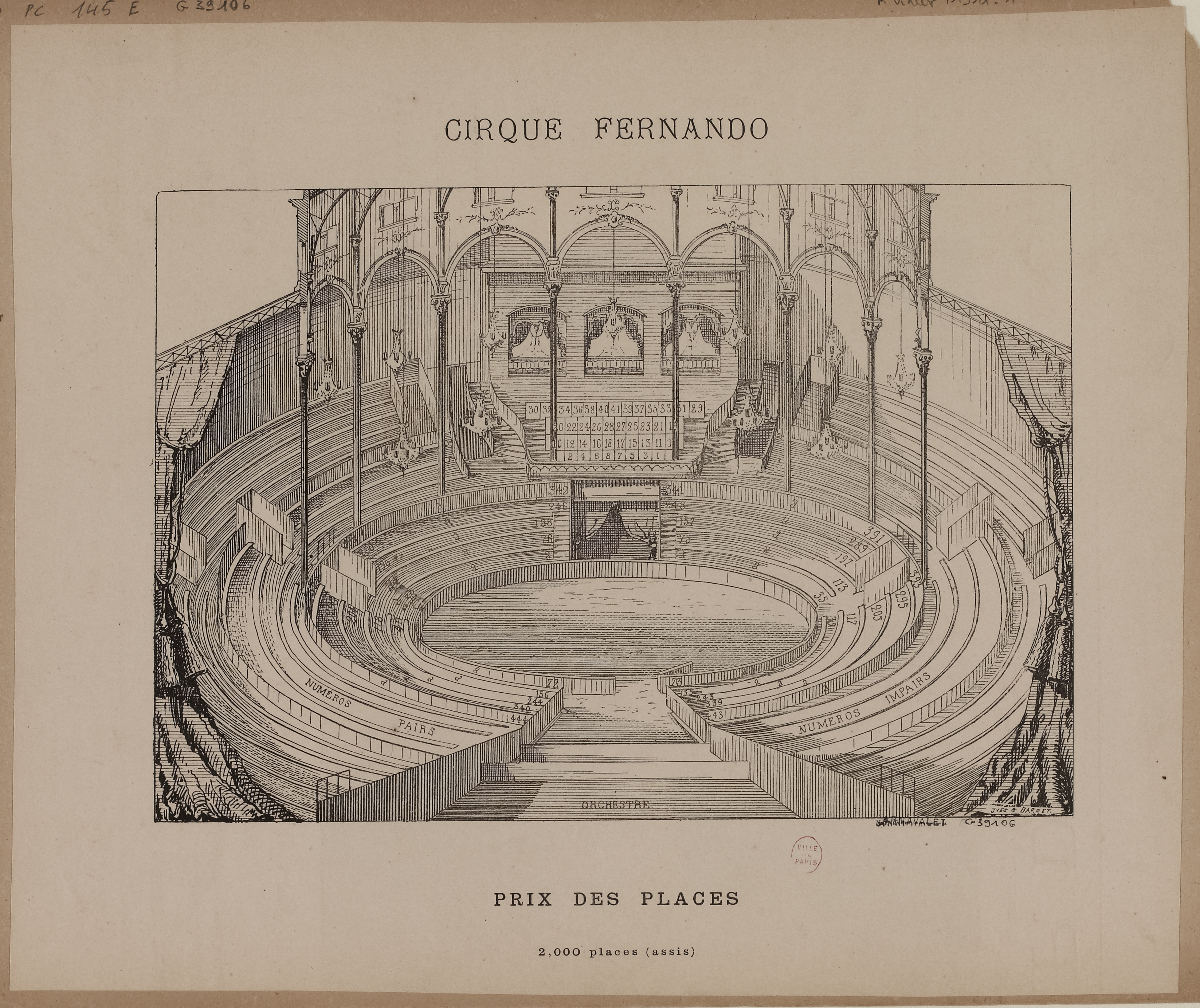
Plano del Cirque Fernando con precios de entradas.
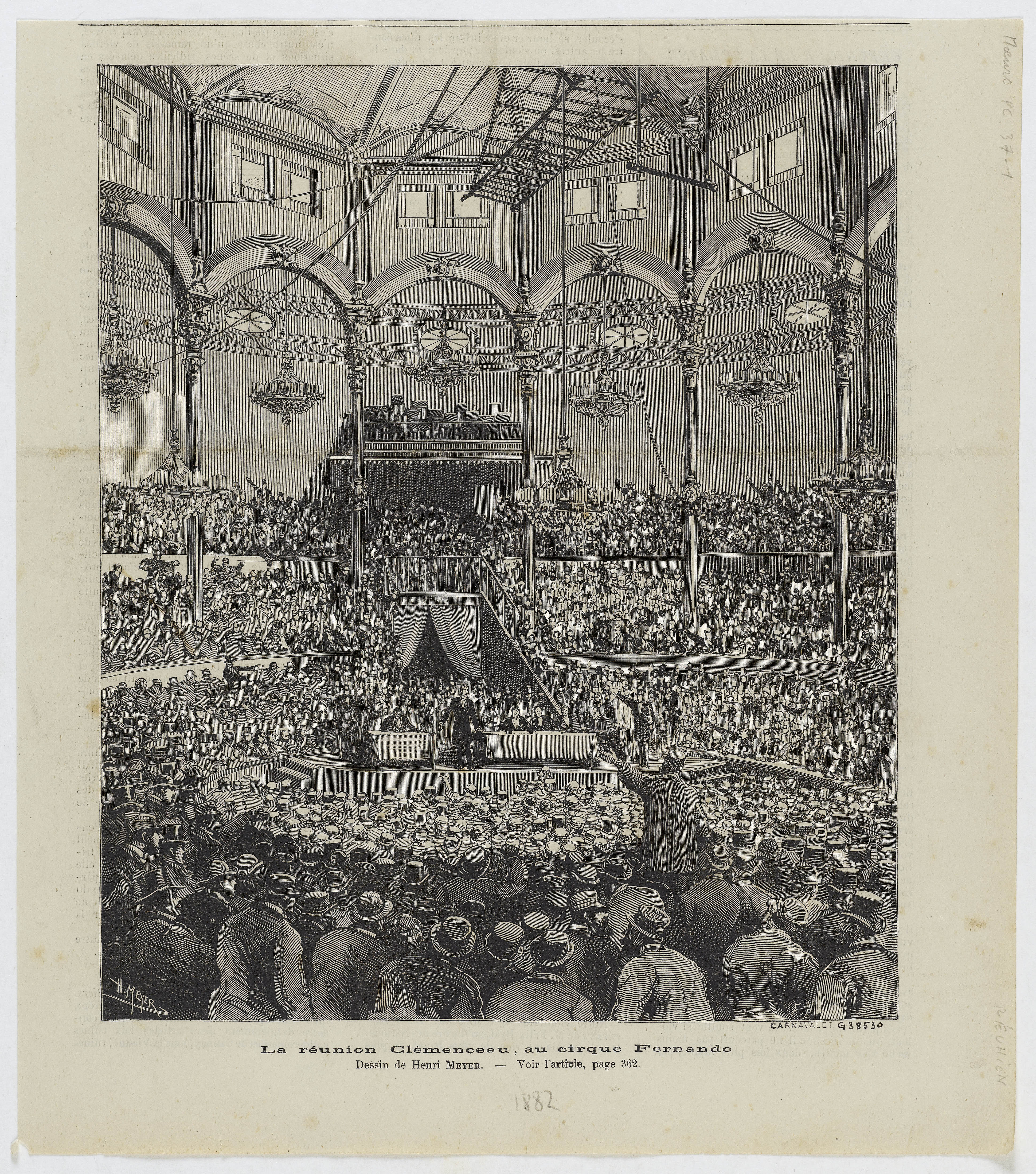
Interior del Cirque Fernando durante un evento político (1882)

### Circo Fernando
El acróbata y domador ecuestre Fernando inauguró su circo en Vierzon, Francia, en 1872. Al año siguiente, fue a París para actuar en la Fête de Montmartre, pero el recinto ferial tradicional de esta feria anual se encontraba donde se estaba construyendo la Basílica del Sagrado Corazón. Por ello, Fernando buscó un terreno baldío adecuado en las inmediaciones, y lo encontró en el bulevar de Rochechouart, entre la rue des Martyrs y la actual rue Viollet-le-Duc. 
Tuvo un éxito considerable, mucho más allá del contexto de la feria. En consecuencia, logró obtener un contrato de arrendamiento de treinta años en aquel terreno para construir un circo estable. Diseñado por el arquitecto Gustave Gridaine, el nuevo Circo Fernando se inauguró el 25 de junio de 1875.
Por su proximidad a Montmartre, el circo atrajo a muchos pintores (como Renoir, Degas o Lautrec, entre muchos otros), que dibujaban a los artistas en acción. Algunos de estos bocetos se tradujeron en pinturas completas. Trajeron consigo a miembros de la bohemia parisina: escritores, periodistas y actores que generaron publicidad para el circo. La señora Fernando, encargada de la taquilla, decidió dejar que los pintores trabajaran libremente en el circo durante los ensayos y que vieran las funciones de forma gratuita. Fue una tradición que se mantuvo bajo la gestión posterior de Gerónimo Medrano.
Fernando Beert cedió la gestión de su circo a su hijastro, Louis, conocido como Louis Fernando (1851-?). Aunque la dirección artística de Louis resultó bastante exitosa, en particular con revistas populares escritas para su payaso estrella, Jerónimo Medrano (1849-1912), conocido artísticamente como Boum-Boum, su gestión financiera de la empresa familiar fue errática. Finalmente, llevó al circo a la bancarrota en octubre de 1897.

En diciembre del año siguiente, Medrano compró el contrato de arrendamiento de Fernando y rebautizó el circo como «Cirque Medrano».

Serie de anuncios publicitarios del Cirque Fernando.
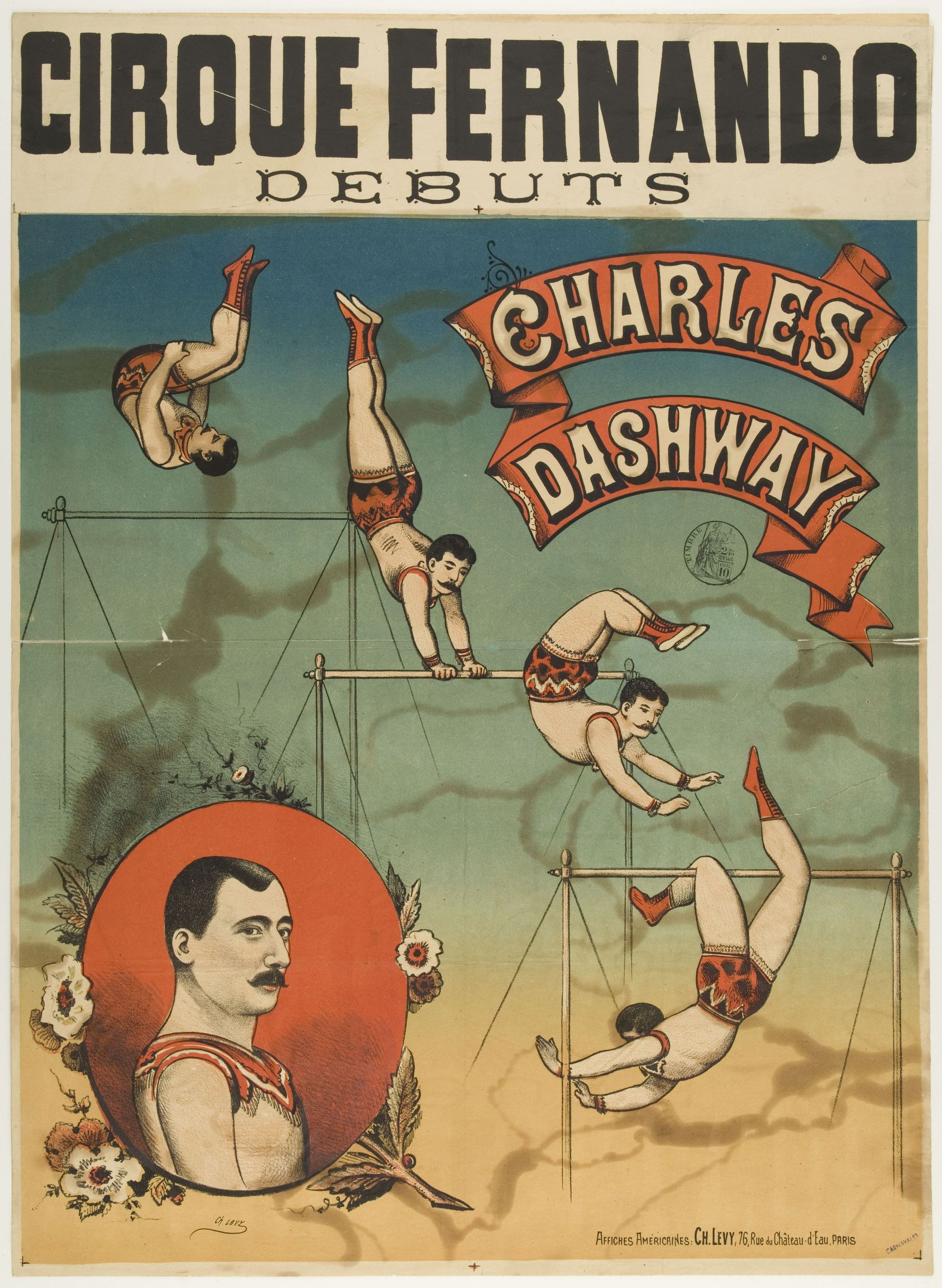
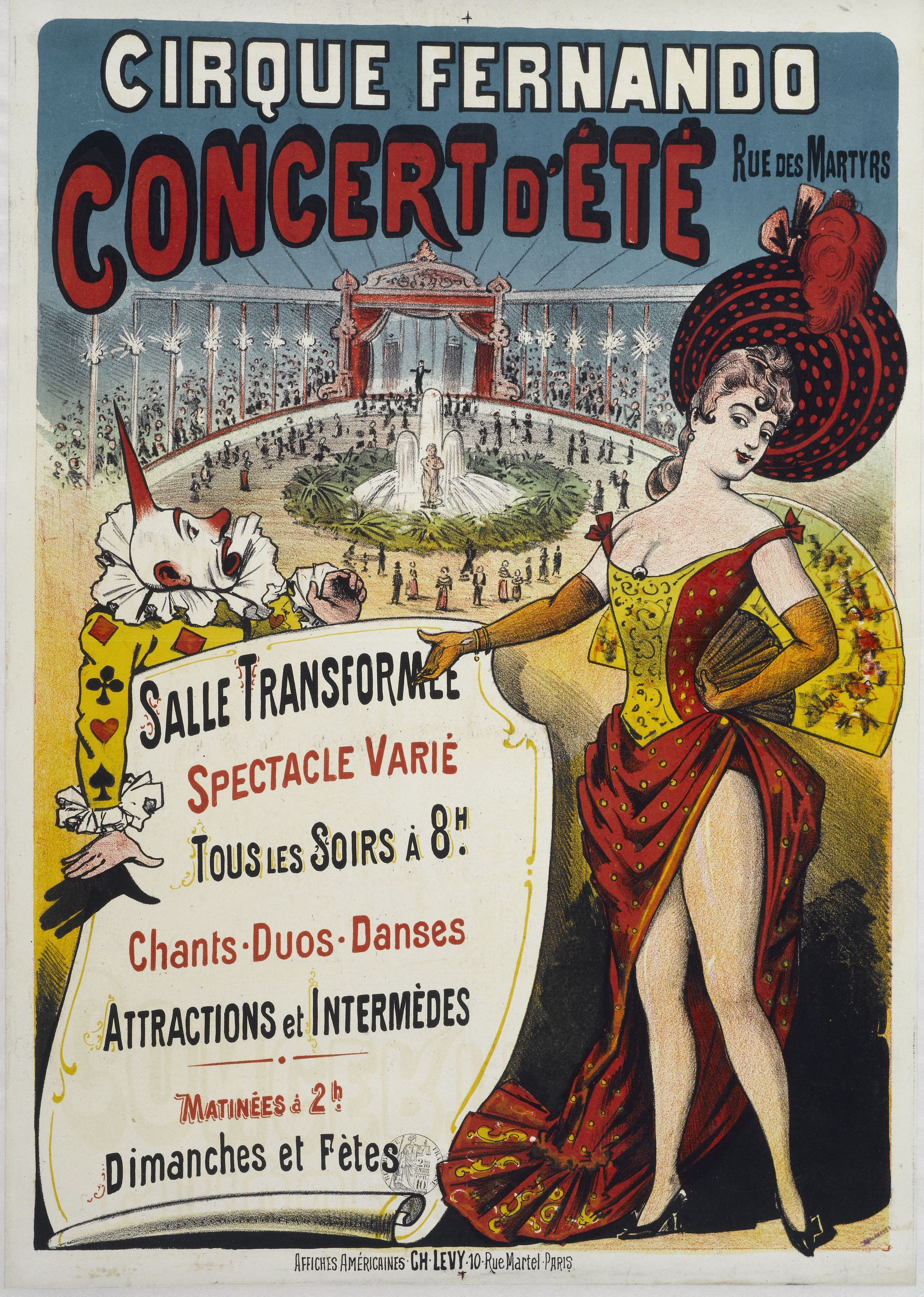
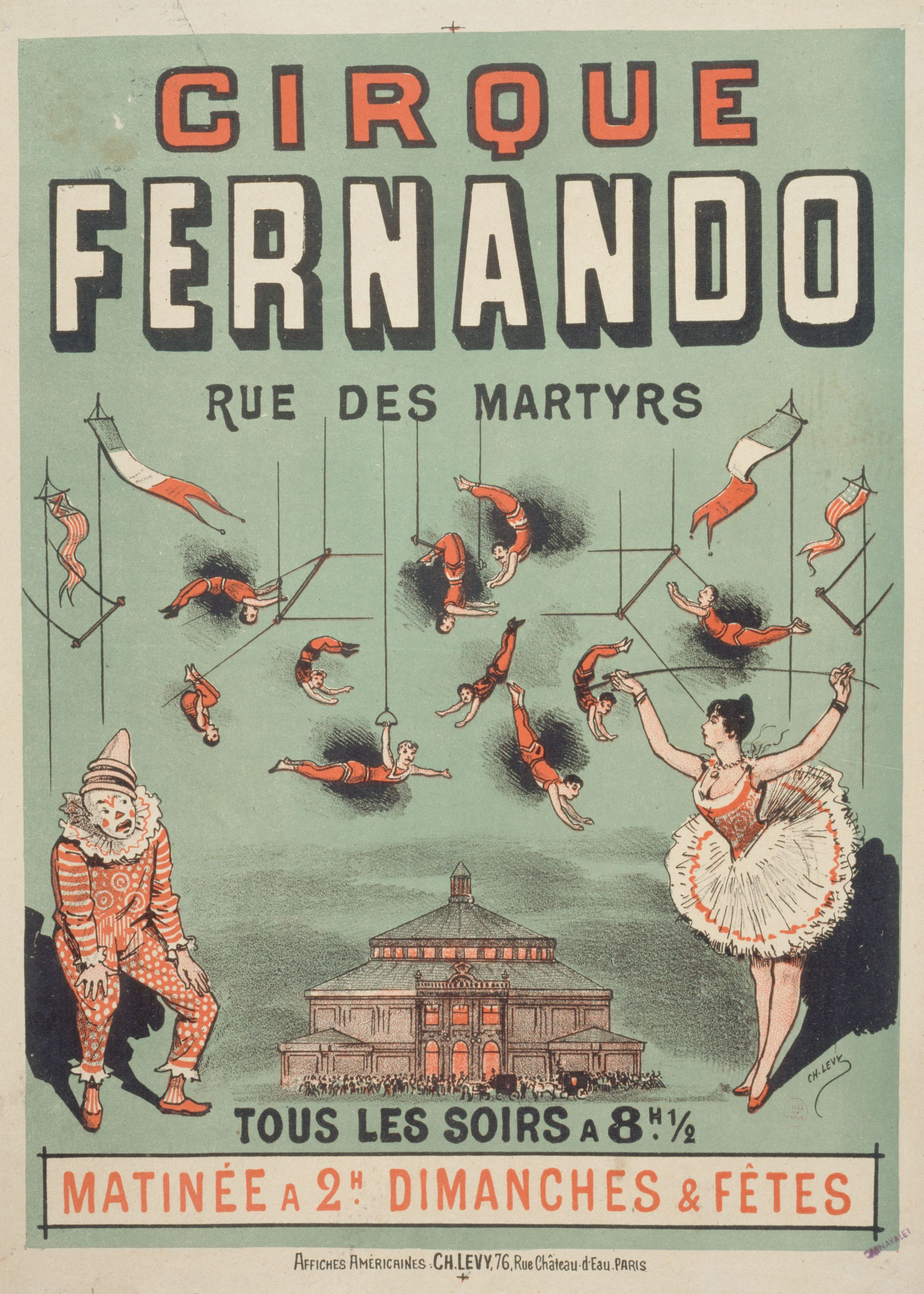
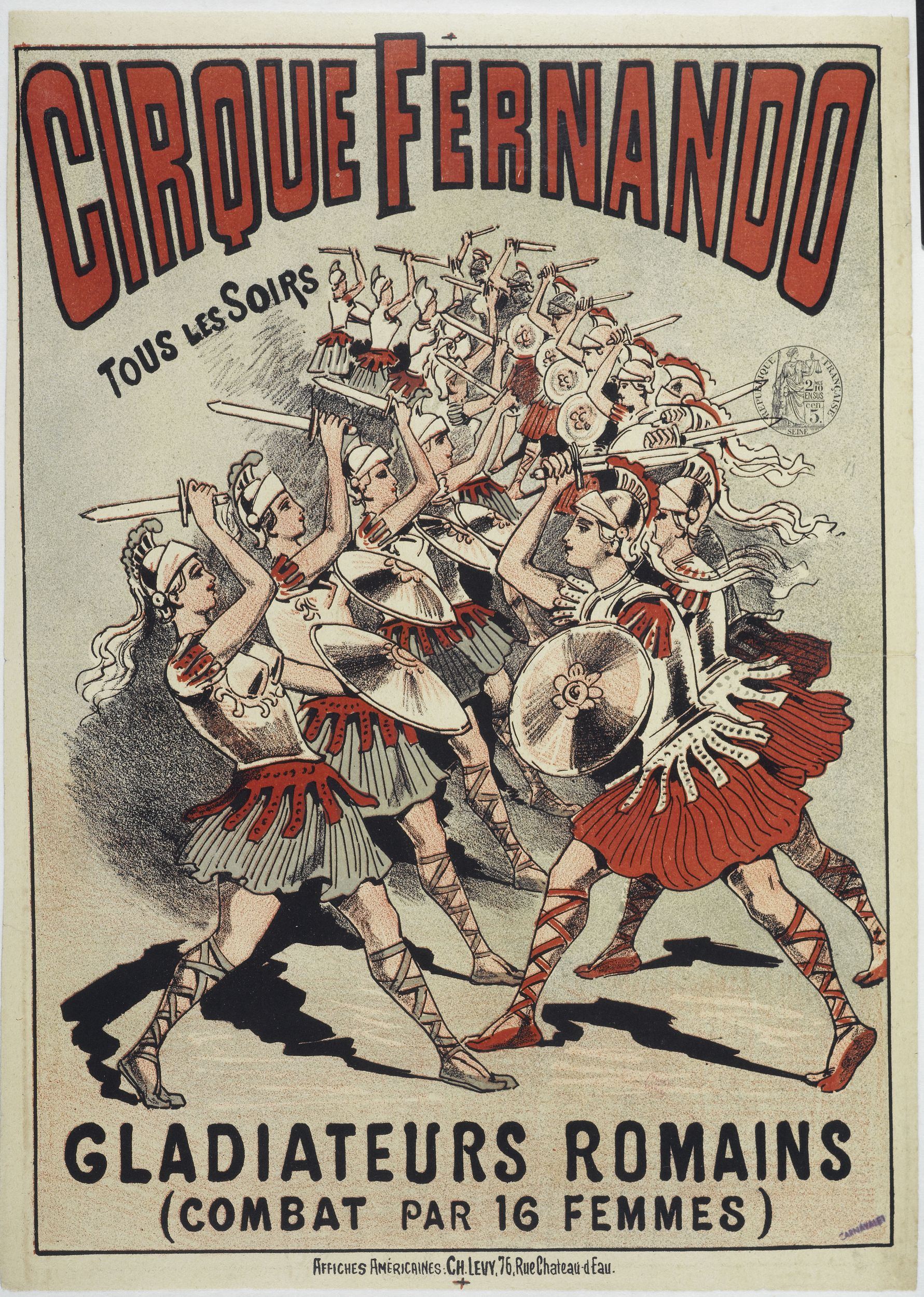
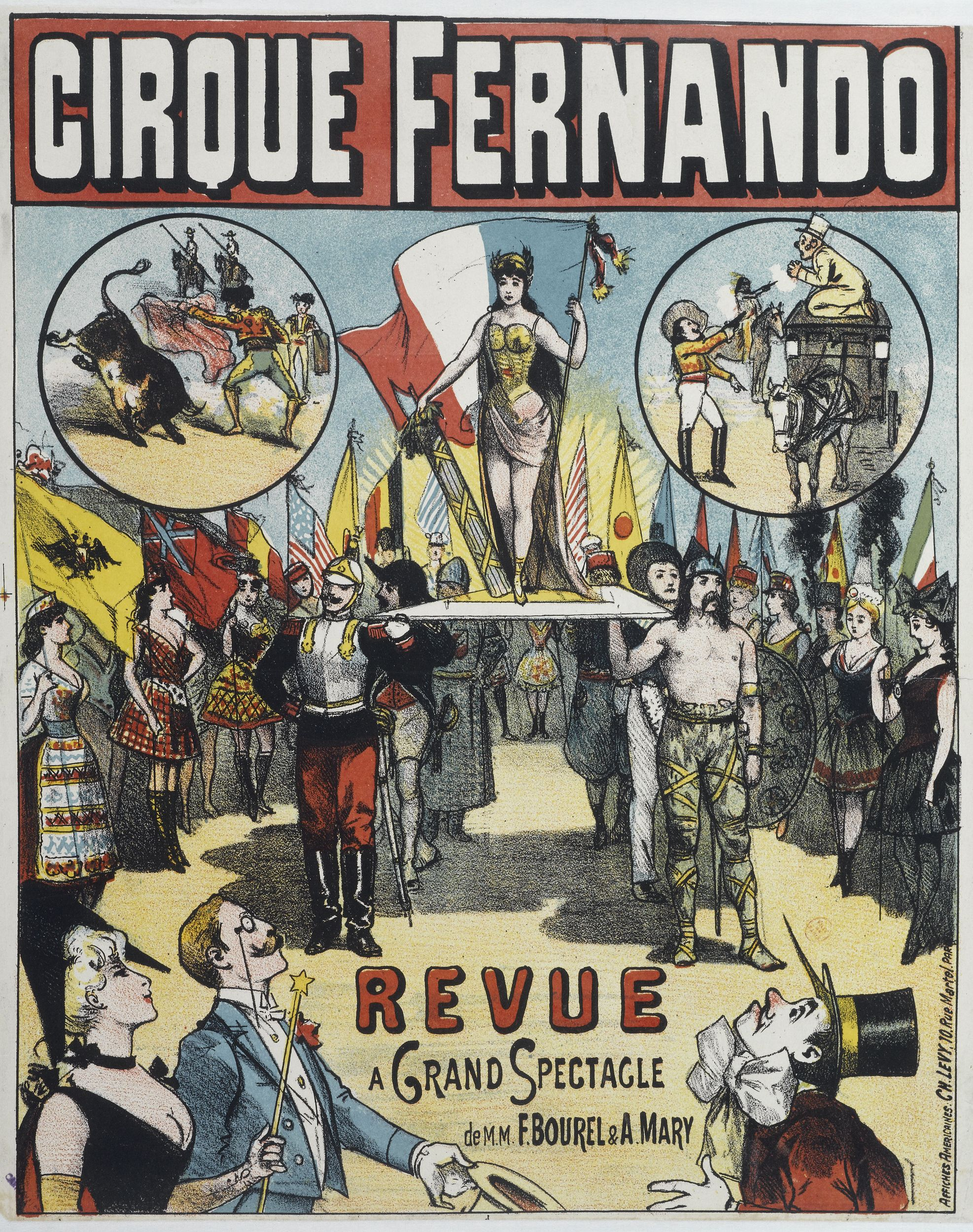
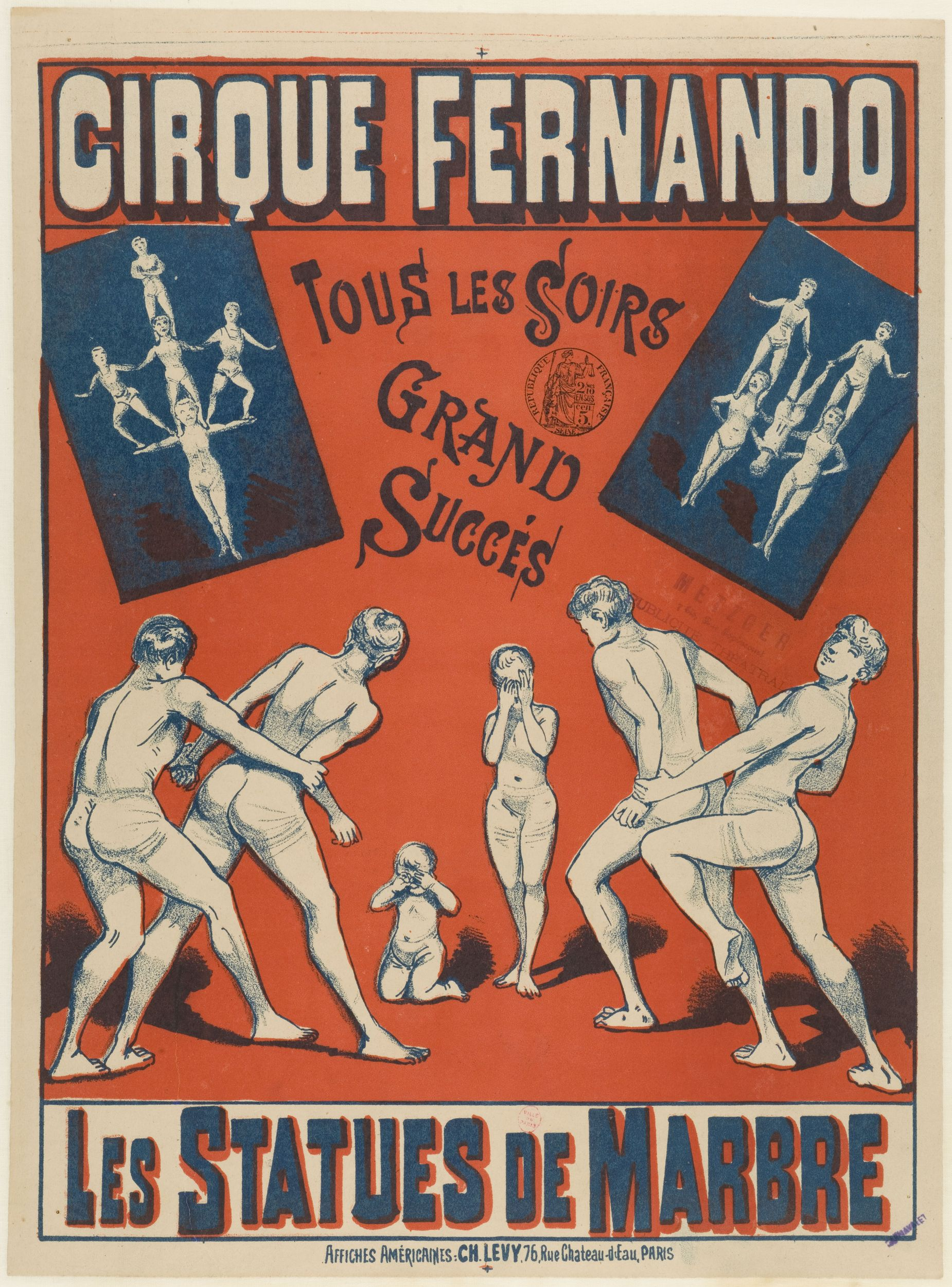
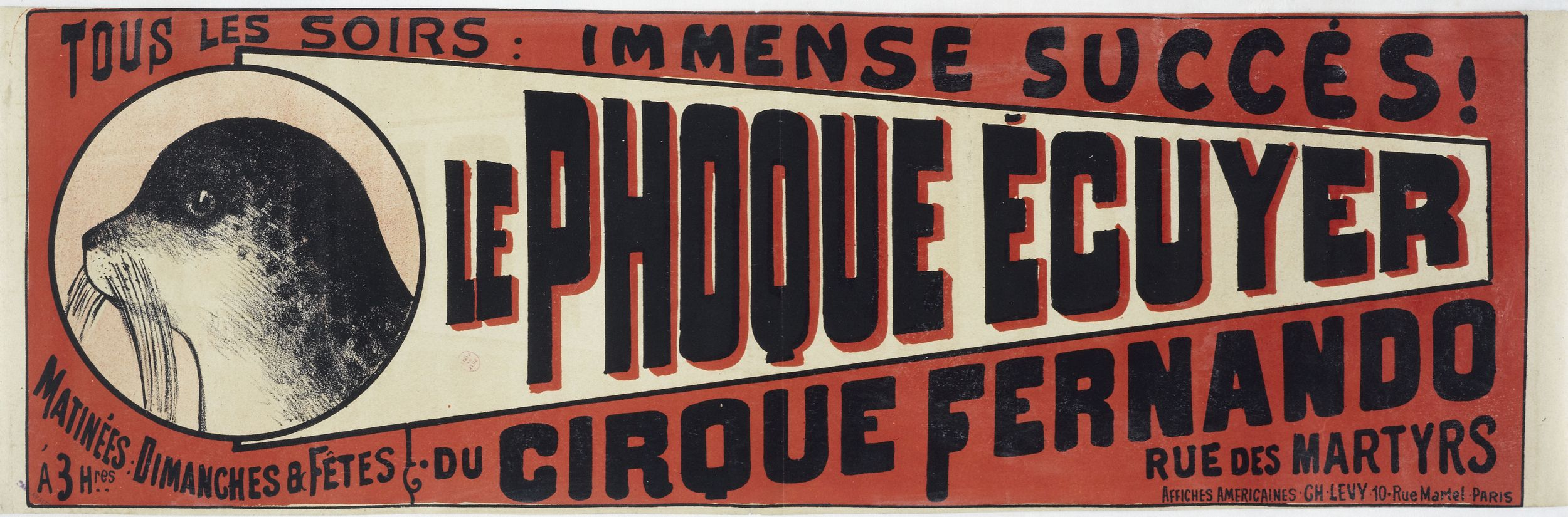

### Circo Medrano
Medrano revivió con éxito el circo del bulevar de Rochechouart. Este siguió siendo un punto de encuentro de pintores, como Picasso, Braque o Kees van Dongen, que eran asiduos. Medrano dirigió el circo hasta su muerte en 1912. Después, fue su esposa, Berthe (de nombre de soltera Perrin, 1876-1920), quien se hizo cargo del circo y dejó la dirección artística al exacróbata Rodolphe Bonten. Medrano y Berthe tuvieron un hijo, Jérôme Medrano (1907-1998), quien tenía cinco años cuando murió su padre. Para asegurar el futuro de su hijo, Berthe, cuya salud se estaba deteriorando, se casó con Bonten. Su hijo recibió una educación formal en escuelas de élite alejadas del ámbito circense.
Durante la Primera Guerra Mundial, Bonten contrató a un trío de payasos, los Fratellini, que pronto se convirtieron en los ídolos de París y aseguraron el éxito financiero del Cirque Medrano.
Cuando Berthe murió de cáncer en 1920, Bonten se hizo cargo al completo de la gestión del circo, aunque el contrato de arrendamiento en realidad recaía sobre su hijo, que solo tenía trece años. La gestión de Bonten fue sólida, hasta permitió que los Fratellini actuaran con su principal competencia, el Cirque d'Hiver de París, en 1924, con ella. el Cirque Medrano siguió prosperando y se mantuvo como uno de los lugares favoritos de la élite artística parisina, atrayendo a muchos artistas.
Durante la Segunda Guerra Mundial y la ocupación alemana de Francia, se puso a la venta el contrato de arrendamiento del Cirque Medrano, que, desde la quiebra de Fernando, incluía también el terreno además del edificio. El hijo de los Medrano, se había unido a la Resistencia francesa y no estaba en condiciones de volver a comprar su circo. La familia Bouglione, propietaria del Cirque d'Hiver de París, compró el terreno y el edificio a sus legítimos propietarios, la familia Saint, pagándoles en oro. Al terminar la guerra, el hijo de los Medrano se encontró siendo arrendatario de sus principales competidores, pero logró mantenerse al frente de su circo hasta finales de 1962, cuando los Bouglione tomaron posesión definitiva del edificio.
 

Durante ese tiempo, el Circo Medrano continuó produciendo espectáculos destacables, con invitados como Buster Keaton, Grock, Achille Zavatta, Charlie Rivel. Chocolat, el comediante francés Fernand Raynaud o el bailarín de claqué Harold Nicholas. El Circo dio su última función el 7 de enero de 1963 frente a un público conformado por la élite de París y una multitud de parisinos, clientes asiduos, aficionados al circo y amigos del barrio.

Mon motocycle est chez Lucien Adenot, au Grand Garage du Cirque Médrano, póster.
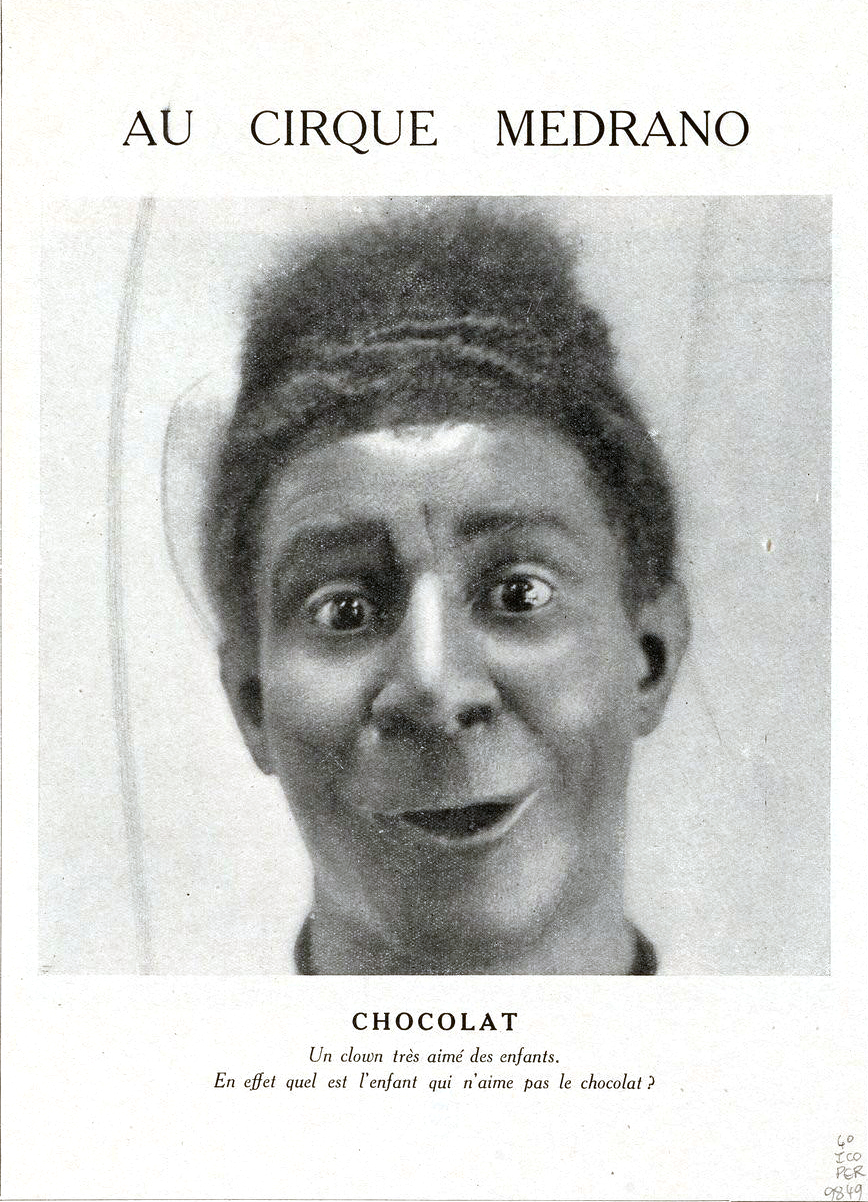
Retrato del payaso Chocolat en el Cirque Medrano (c. 1925)

### Circo de Montmartre
Los Bouglione revivieron el circo durante un par de temporadas bajo el nombre de «Cirque de Montmartre», pero su encanto se había esfumado y aunque sus espectáculos eran dignos de elogio, en su mayoría eran una réplica de lo que se podía ver en el «Cirque d'Hiver». Alquilaron el edificio durante un tiempo al Théâtre du Soleil de Ariane Mnouchkine, y luego a la Fête de la Bière, una especie de cervecería bávara. 
El edificio fue deteriorándose y los Bouglione lo demolieron en diciembre de 1974. En 1975 habría cumplido cien años y se habría convertido en un monumento protegido.
En su lugar se construyó un edificio de apartamentos, llamado Le Bouglione, que cuenta en la fachada con una placa que indica la historia circense del lugar y en un lateral tiene pintado un mural que muestra una colorida escena de circo.

### Cirque Medrano-Raoul Gibault
El empresario circense Raoul Gibault arrendó los derechos del nombre Medrano a la familia Medrano, y desde 2010, se convirtió oficialmente en el Circo Medrano-Raoul Gibault, que ha recorrido Francia y otros países como espectáculo de carpa. Tiene varios módulos que viajan bajo el título de Medrano, incluido el Cirque sur l'eau de Medrano (circo acuático) y el «Cirque de Saint Petersbourg de Medrano». 

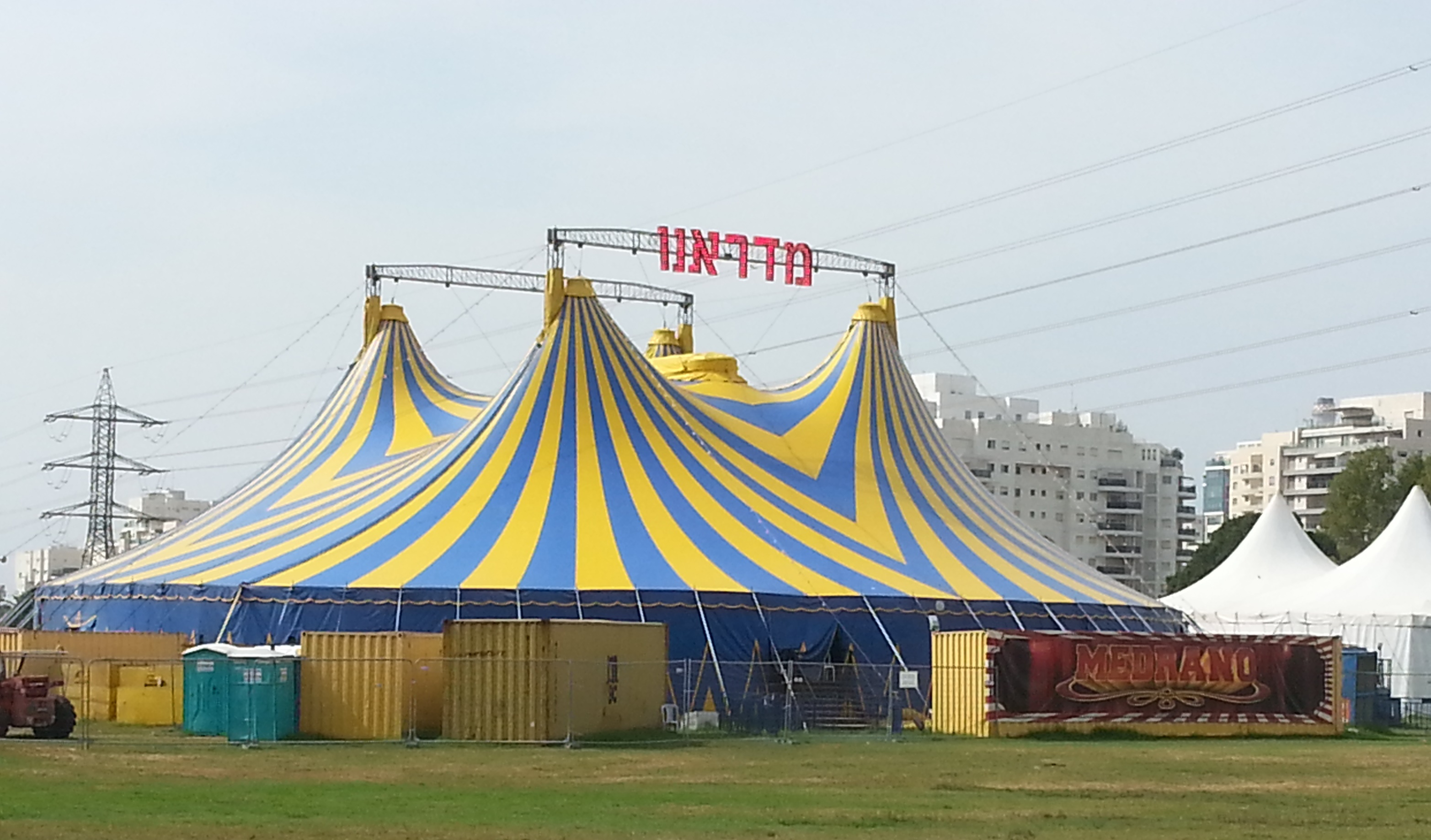
Cirque Medrano en Tel Aviv (2015)

## El Circo Medrano en las artes

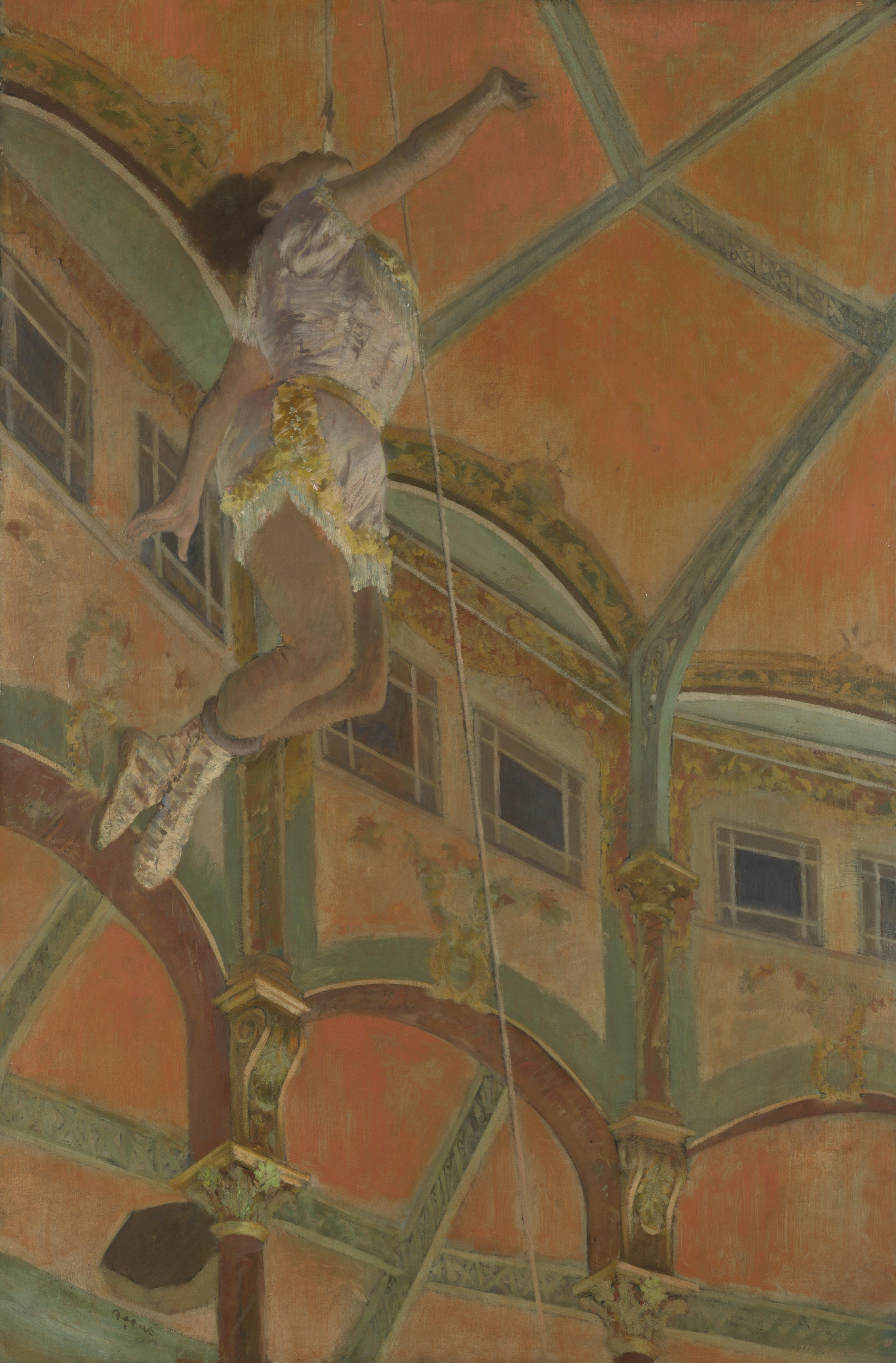
Edgar Degas, el impresionista francés, pintó Miss La La en el Circo Fernando en 1879, que forma parte de la colección de la National Gallery de Londres.
- Auguste Renoir, otro impresionista, pintó Malabaristas en el Circo Fernando, que se encuentra en el Instituto de Arte de Chicago.[20][21][22]
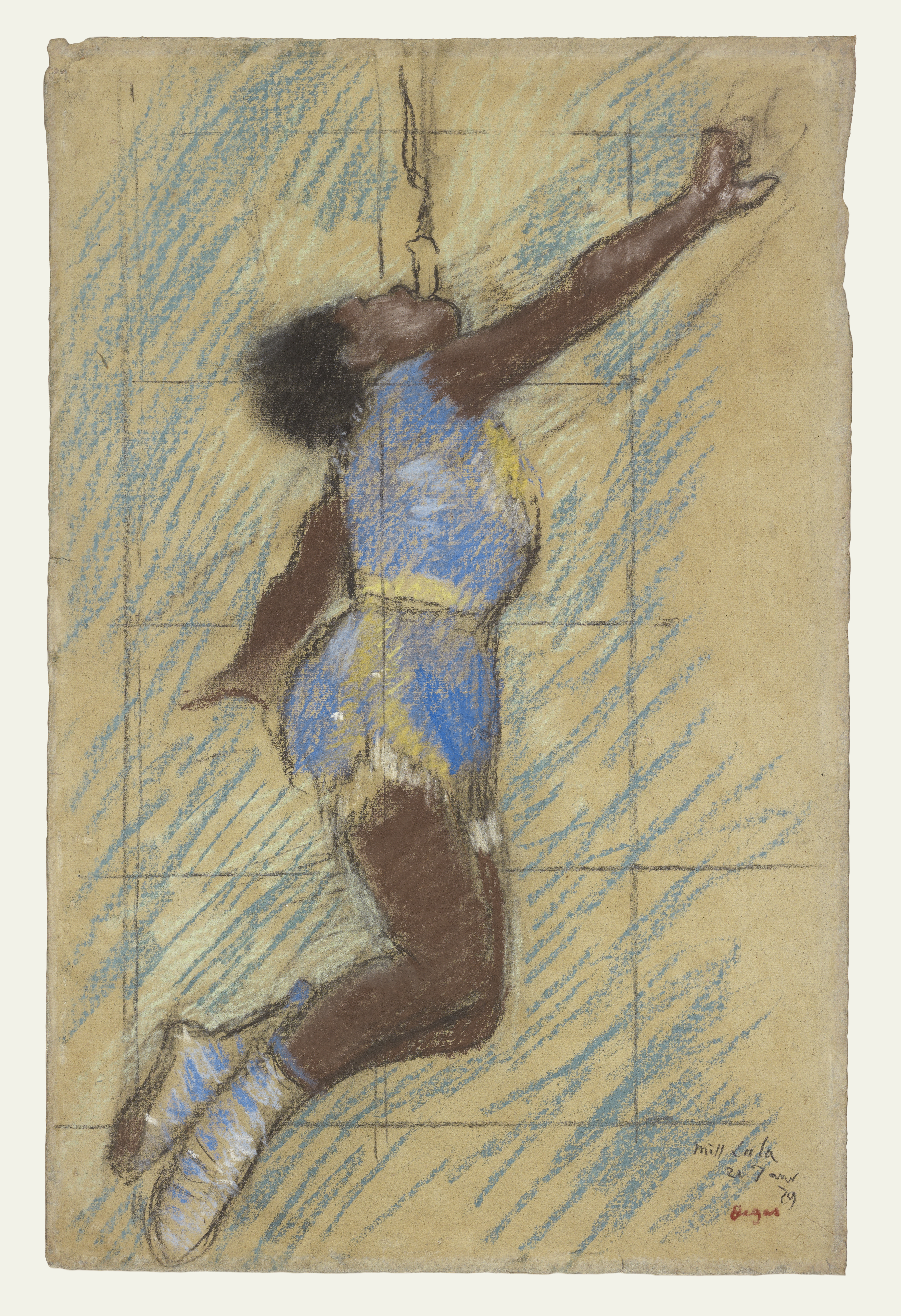
La pintura puntillista El circo, de Georges Pierre Seurat en 1891, también representa el Cirque Fernando.
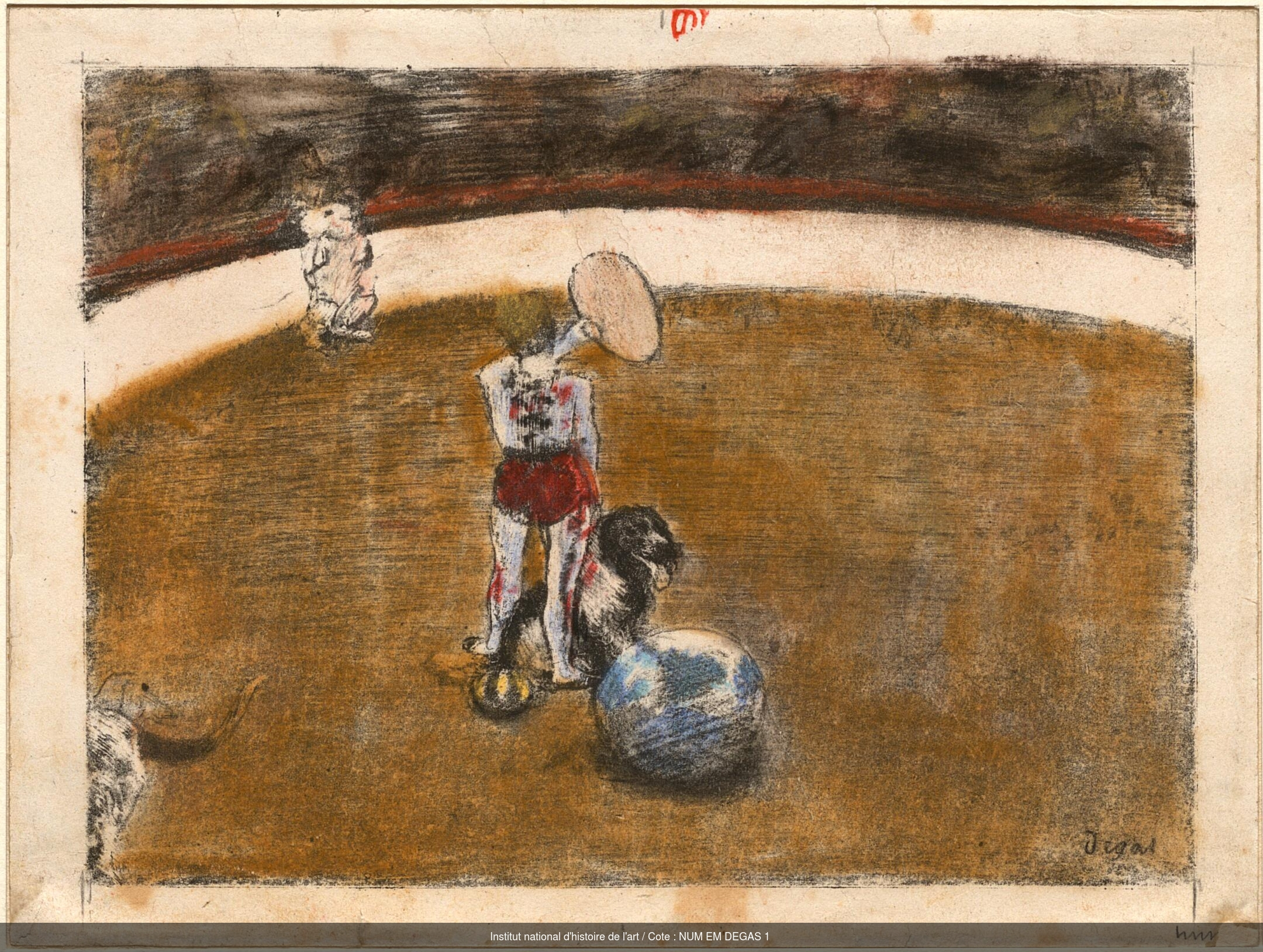
A finales del siglo XIX, el artista posimpresionista parisino Lautrec también produjo muchos dibujos y pasteles que representan actuaciones del Cirque Medrano,[25] como el cuadro En el circo Fernando de 1887.
- Pablo Picasso realizó muchos estudios en el Circo Medrano para su serie de pinturas de acróbatas en su período rosa.[27]
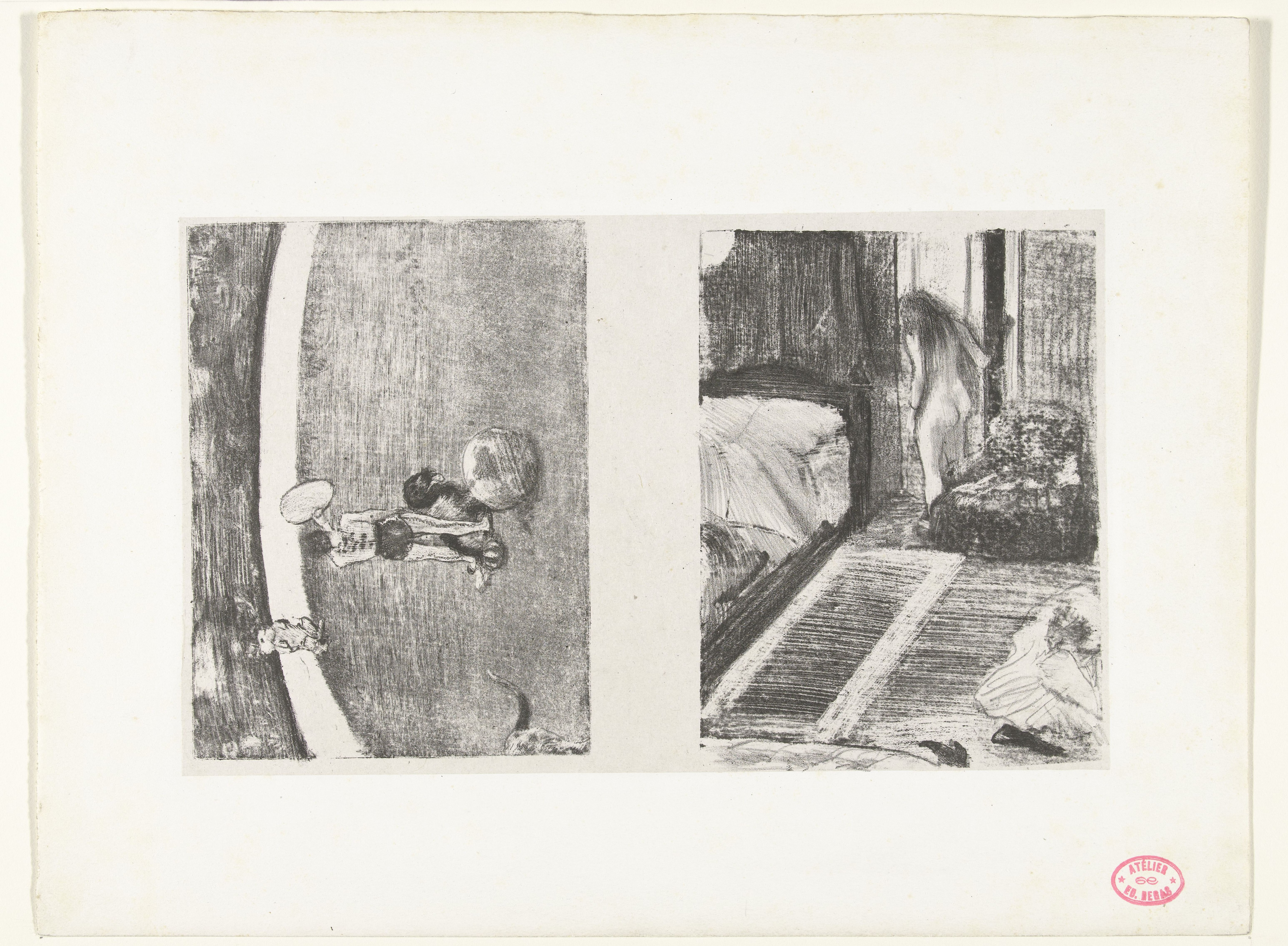
Fernand Léger pintó Le Cirque Medrano en 1918, que se encuentra en las colecciones del Musée de Arte Moderno de París,[28] y publicó un álbum completo de dibujos y pinturas titulado Cirque en 1950, para el cual esbozó a sus sujetos en el Cirque Medrano.  - Miss La La en el Circo Fernando, de Edgar Degas (1879)
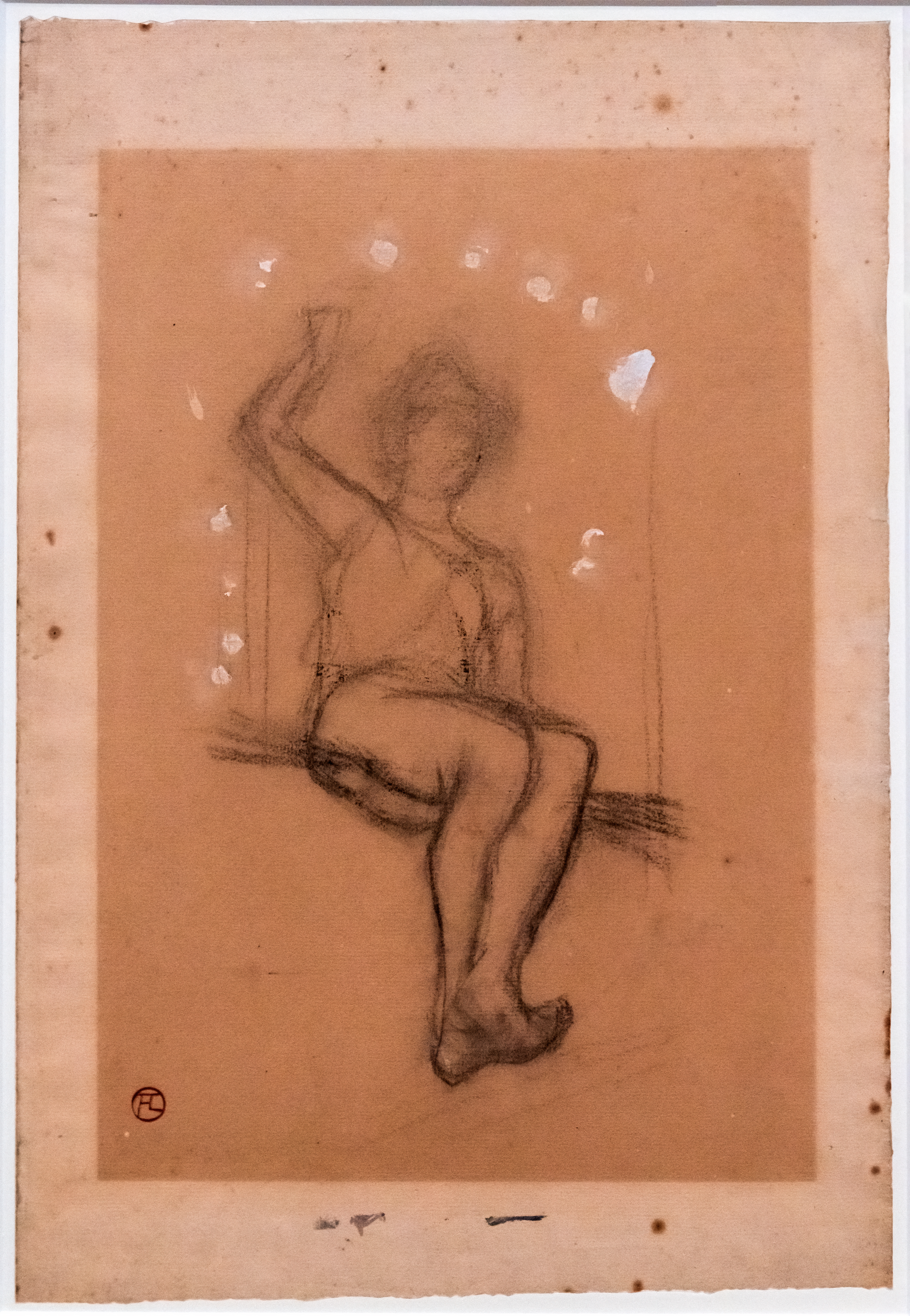
La Trapéziste du Cirque Médrano, de Toulouse-Lautrec (1888)
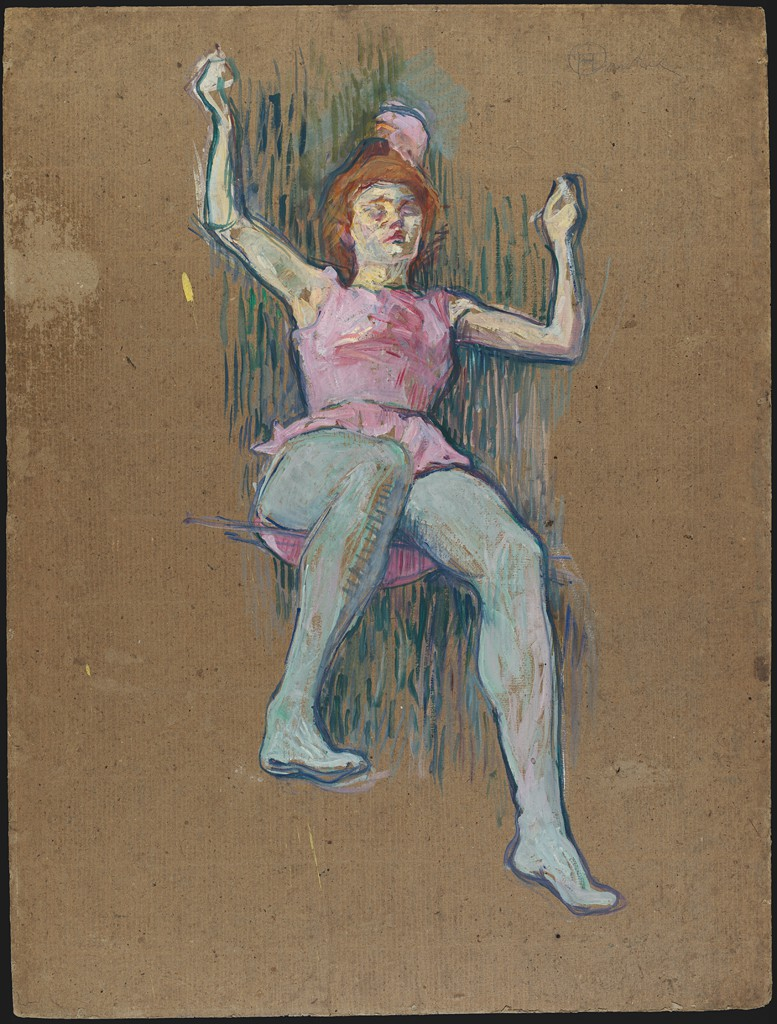
Trapeze Artist at the Medrano Circus, de Toulouse-Lautrec (1887-1888)
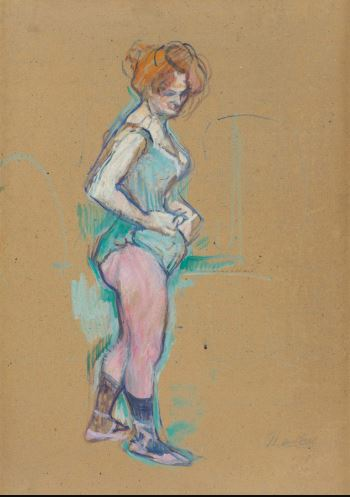
Trapéziste du Cirque Fernando, de Toulouse-Lautrec (1890)
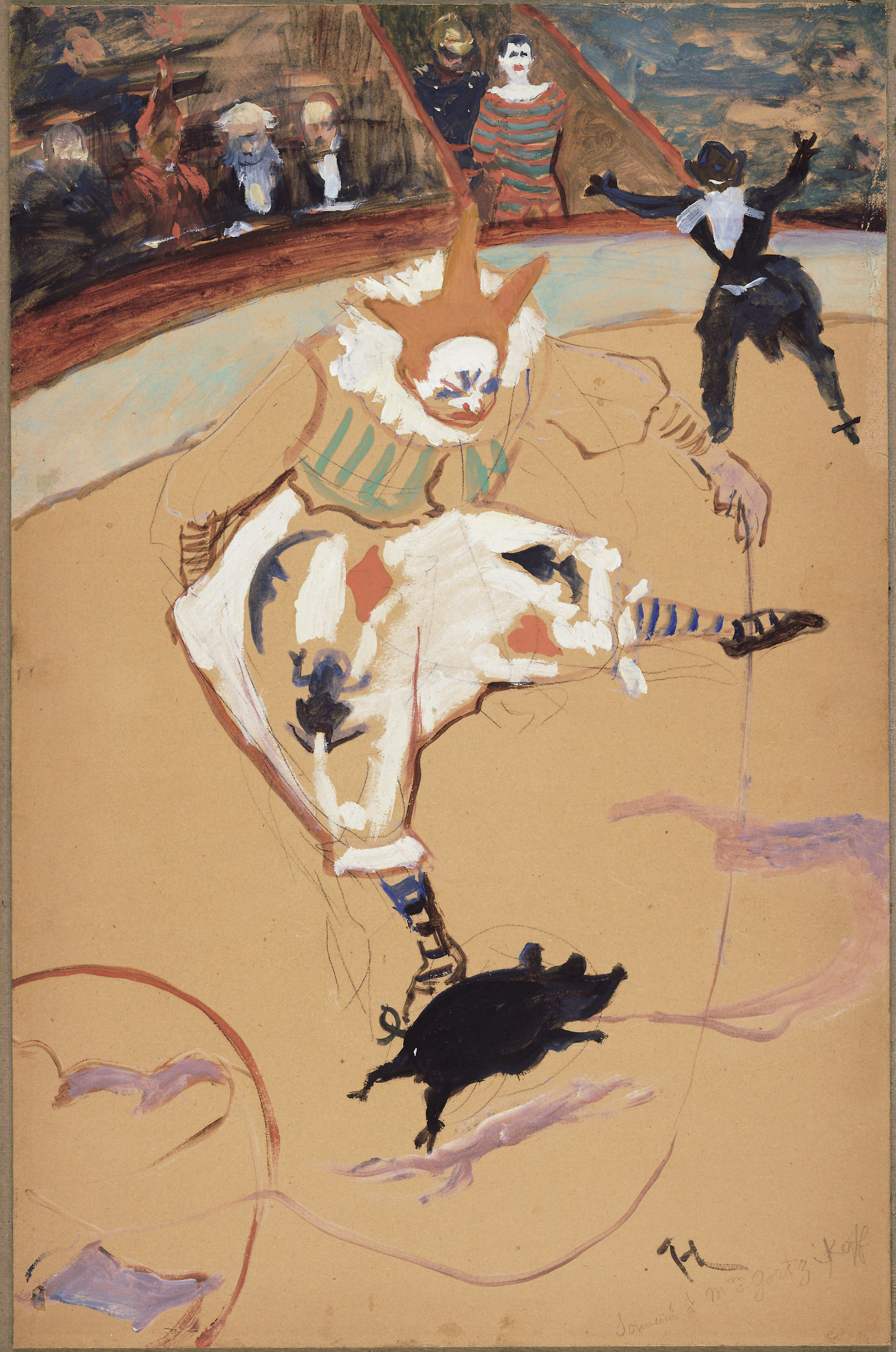
At the Circus Fernando Medrano with a Piglet, de Toulouse-Lautrec (c. 1889)
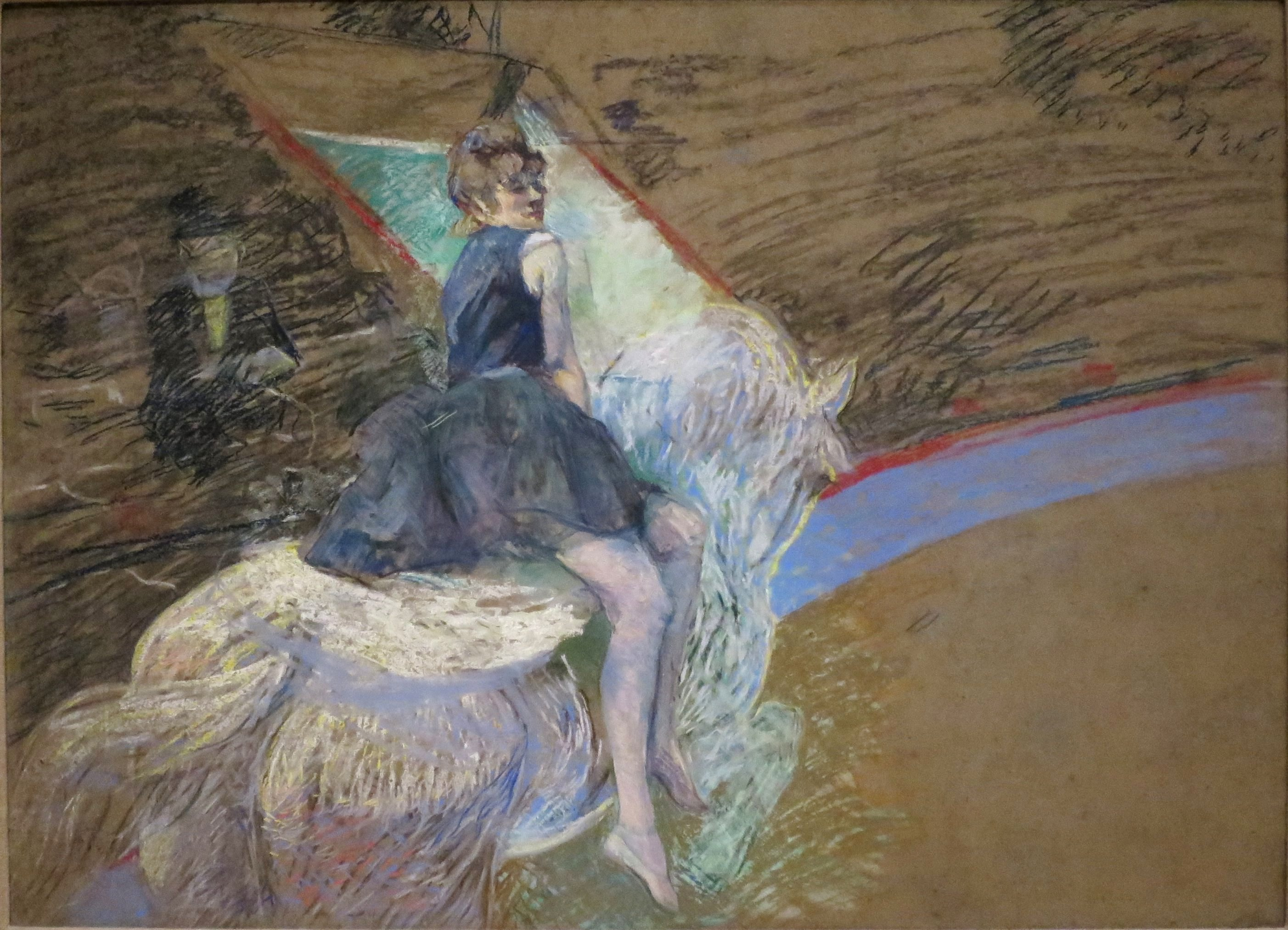
At the Cirque Fernando, Rider on a White Horse, de Toulouse-Lautrec (c. 1887-1888)
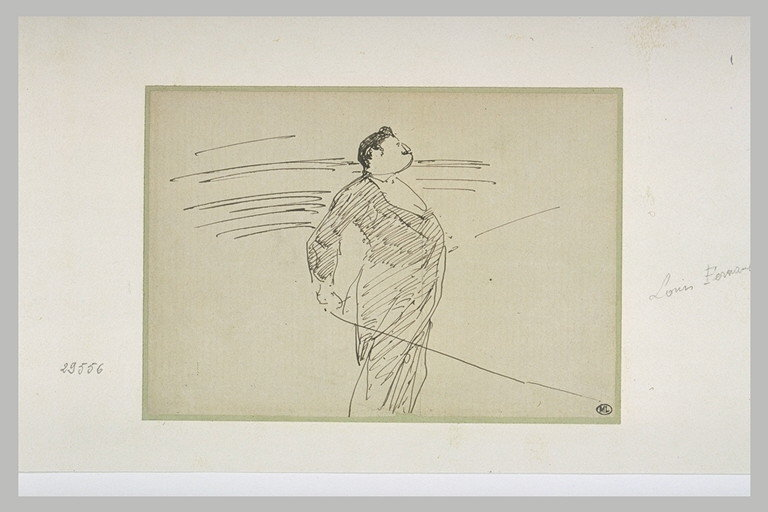
Portrait de Louis Fernando, directeur de cirque, de Toulouse-Lautrec.
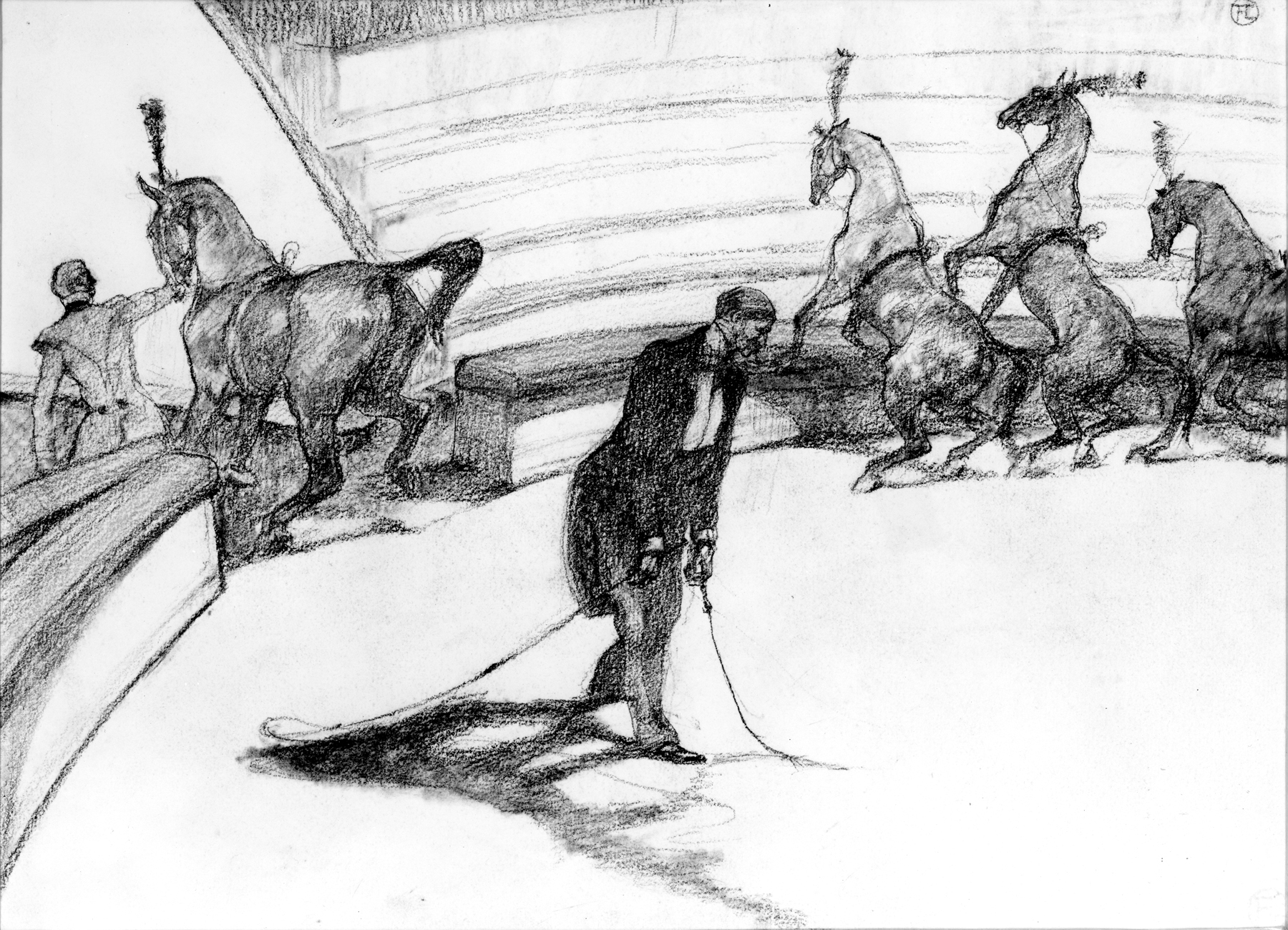
At the Circus: Free Horses, de Toulouse-Lautrec (1899)
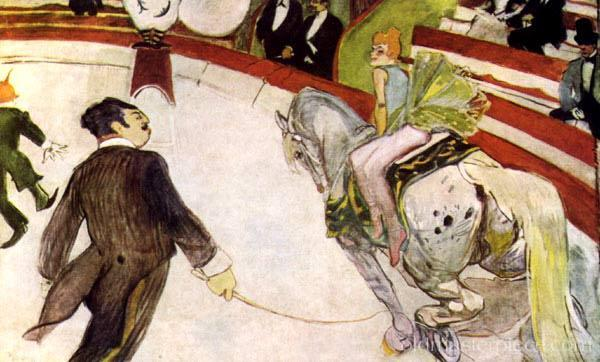
En el circo Fernando, de Toulouse-Lautrec (1887)
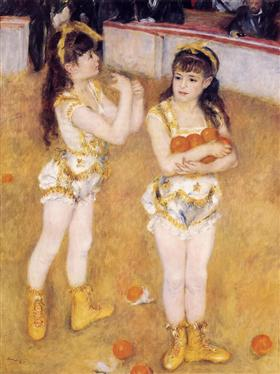
Acrobats at the Cirque Fernando Francisca and Angelina Wartenberg, de Renoir (c. 1879)
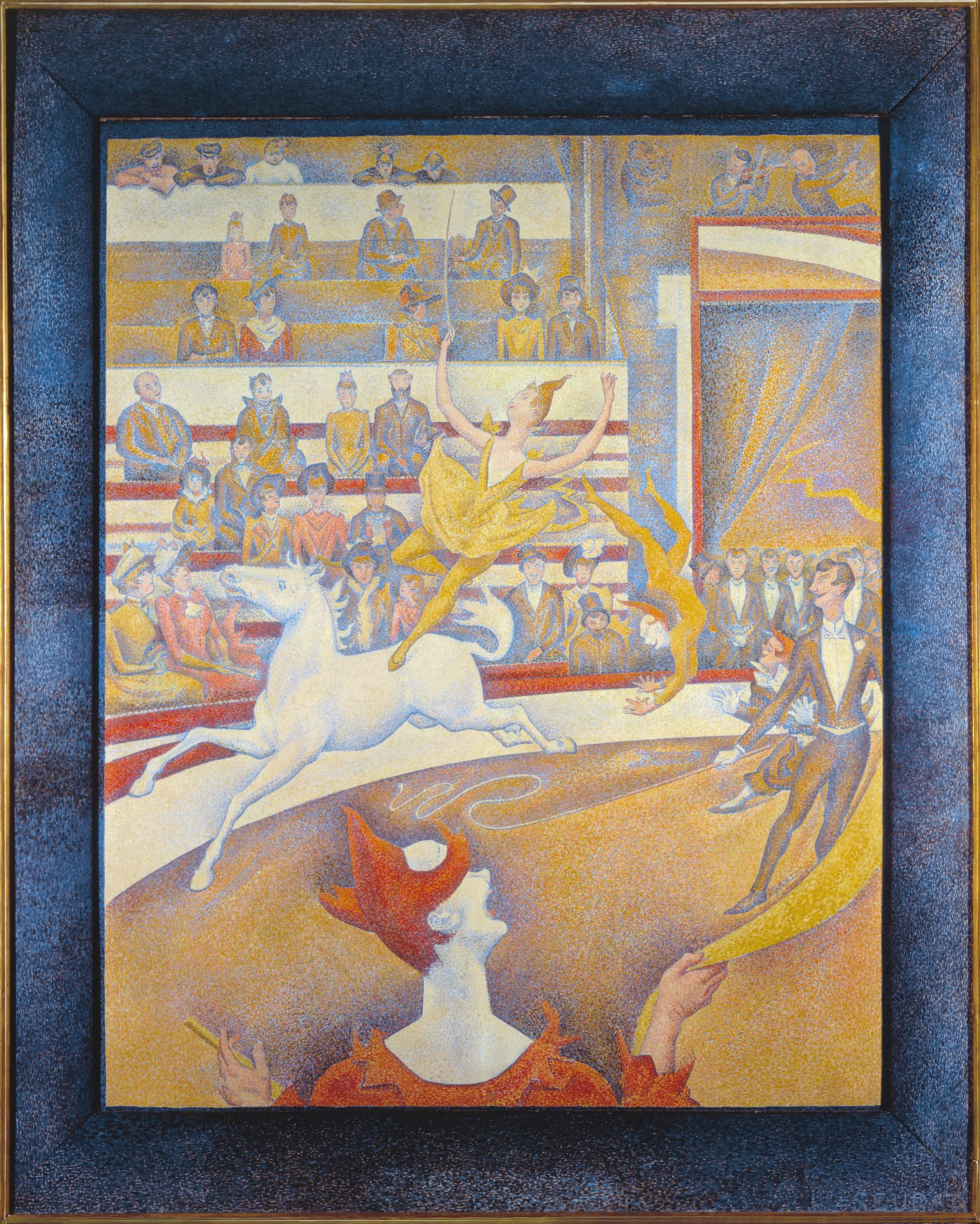
El circo, de Georges Pierre Seurat (1891)
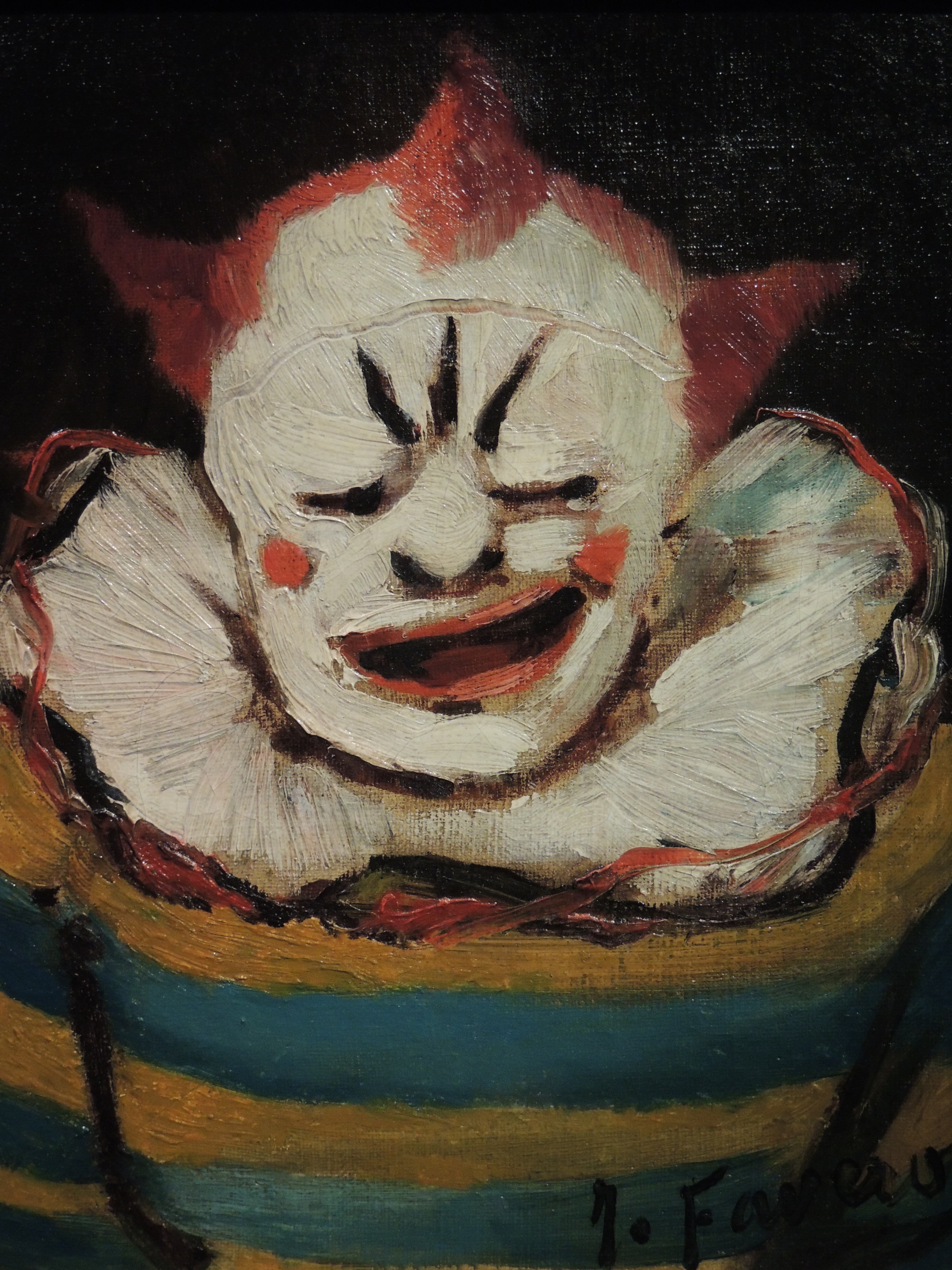
Clown du cirque Fernando, de Joseph Faverot (c. 1885)
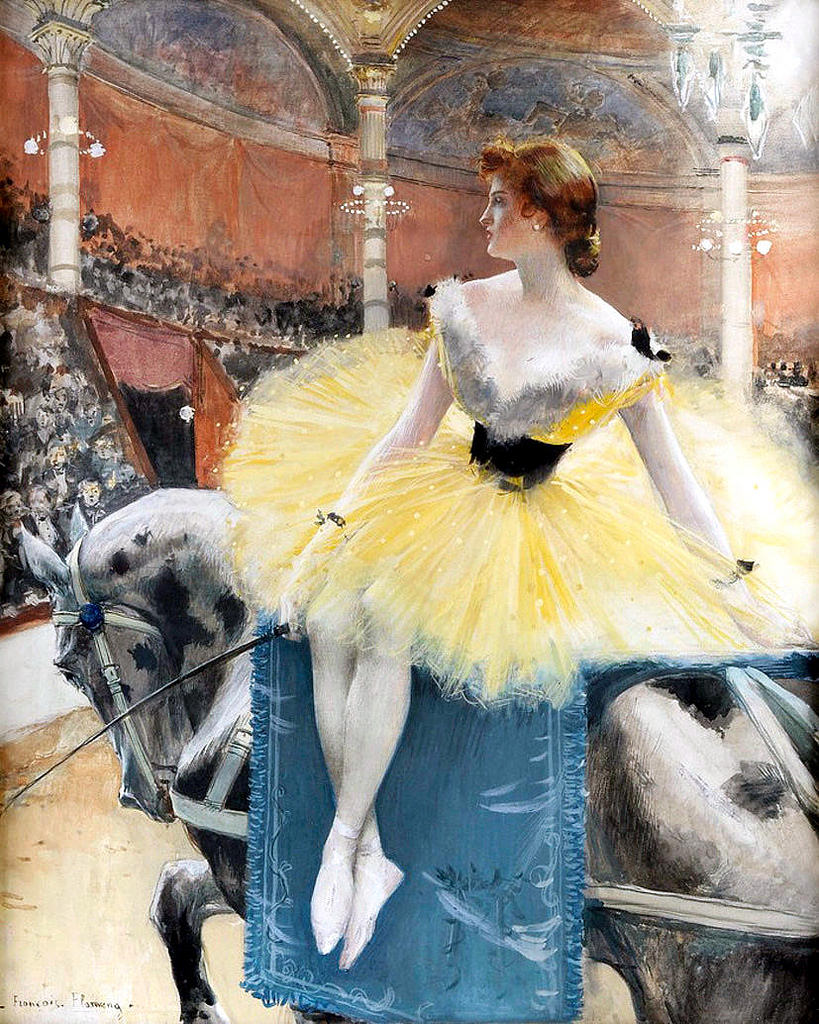
Equestrienne au Cirque Fernando, de Francois Flameng (c. 1890)
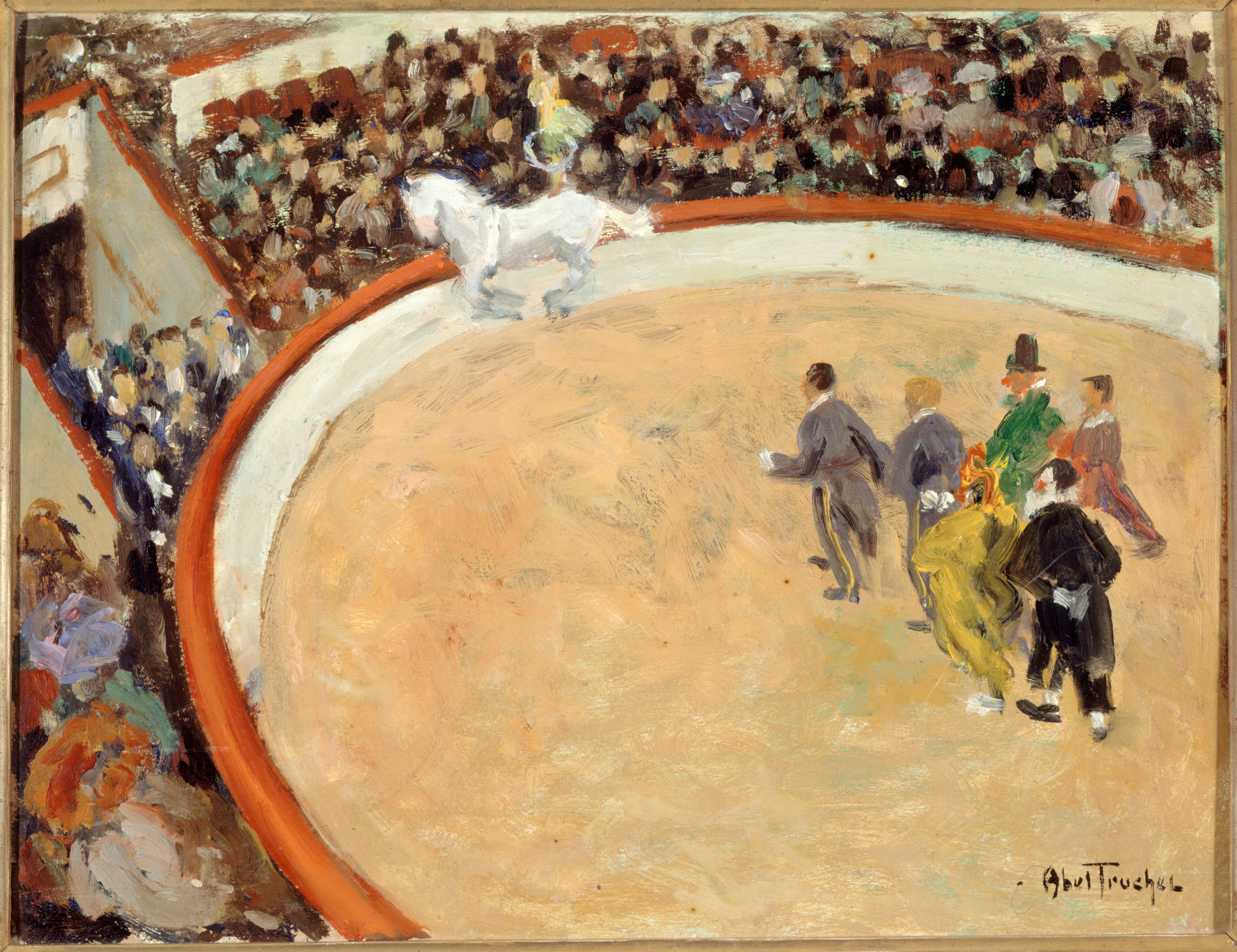
Le cirque Médrano, boulevard Rochechouard, de Louis Abel-Truchet (1907)
  - Miss La La en el Circo Fernando (estudio en pastel), de Edgar Degas (1879)
  - Au Cirque Fernando, de Edgar Degas.
  - Au cirque Médrano en Femme nue à la porte de sa chambre, de Edgar Degas (1879)
  - La Trapéziste du Cirque Médrano, de Toulouse-Lautrec (1888)
  - Trapeze Artist at the Medrano Circus, de Toulouse-Lautrec (1887-1888)
  - Trapéziste du Cirque Fernando, de Toulouse-Lautrec (1890)
  - At the Circus Fernando Medrano with a Piglet, de Toulouse-Lautrec (c. 1889)
  - At the Cirque Fernando, Rider on a White Horse, de Toulouse-Lautrec (c. 1887-1888)
  - Portrait de Louis Fernando, directeur de cirque, de Toulouse-Lautrec.
  - At the Circus: Free Horses, de Toulouse-Lautrec (1899)
  - En el circo Fernando, de Toulouse-Lautrec (1887)
  - Acrobats at the Cirque Fernando Francisca and Angelina Wartenberg, de Renoir (c. 1879)
  - El circo, de Georges Pierre Seurat (1891)
  - Clown du cirque Fernando, de Joseph Faverot (c. 1885)
  - Equestrienne au Cirque Fernando, de Francois Flameng ( c. 1890)
  - Le cirque Médrano, boulevard Rochechouard, de Louis Abel-Truchet (1907)

## En la cultura popular
En la novela de 1934 Trópico de Cáncer, de Henry Miller, se menciona el Cico Medrano como uno de los lugares que el autor visitaría con su amigo expatriado, Carl.
También ha aparecido en varias novelas populares francesas, en canciones y en películas, sobre todo durante el período de la ocupación alemana, como en la película del director Max Ophüls, La tendre ennemie de 1936.
En 2008 se publicó la novela Secrets of the Cirque Medrano, escrita por Elaine Scott, inspirada en el auge bohemio del Cirque Medrano.